# Herbert Schilder
Herbert Schilder (Brooklyn, 8 settembre 1928 – Newton, 25 gennaio 2006) è stato un odontoiatra statunitense, considerato il fondatore della moderna endodonzia.
Ha legato indissolubilmente il suo nome a quello della Boston University, presso cui è divenuto Professore Emerito nel 2000. È conosciuto soprattutto per la tecnica di otturazione dei canali radicolari, in cui la guttaperca riscaldata è compattata all'interno del sistema di canali radicolari in precedenza sagomato e deterso (tecnica di Schilder).
Ha formulato le basi razionali del trattamento endodontico; il raggiungimento degli obiettivi biologici e meccanici da lui enunciati negli anni sessanta-settanta consente di ottenere la predicibilità del successo nel trattamento endodontico.